# Gebel Adda
Gebel Adda, auch Dschebel Adda; war ein Berg am Ufer des Nil nahe der Südgrenze Ägyptens mit einer Siedlung auf seiner Höhe, die in meroitischer Zeit zu einer befestigten Stadt ausgebaut wurde und bis zum Ende der christlichen Zeit im 15. Jahrhundert als Verteidigungsanlage Bedeutung besaß. Das älteste erhaltene Monument war ein altägyptischer Felstempel an seiner Flanke, der geborgen wurde, bevor das gesamte Gebiet Ende der 1960er Jahre im ansteigenden Nassersee unterging.

## Lage

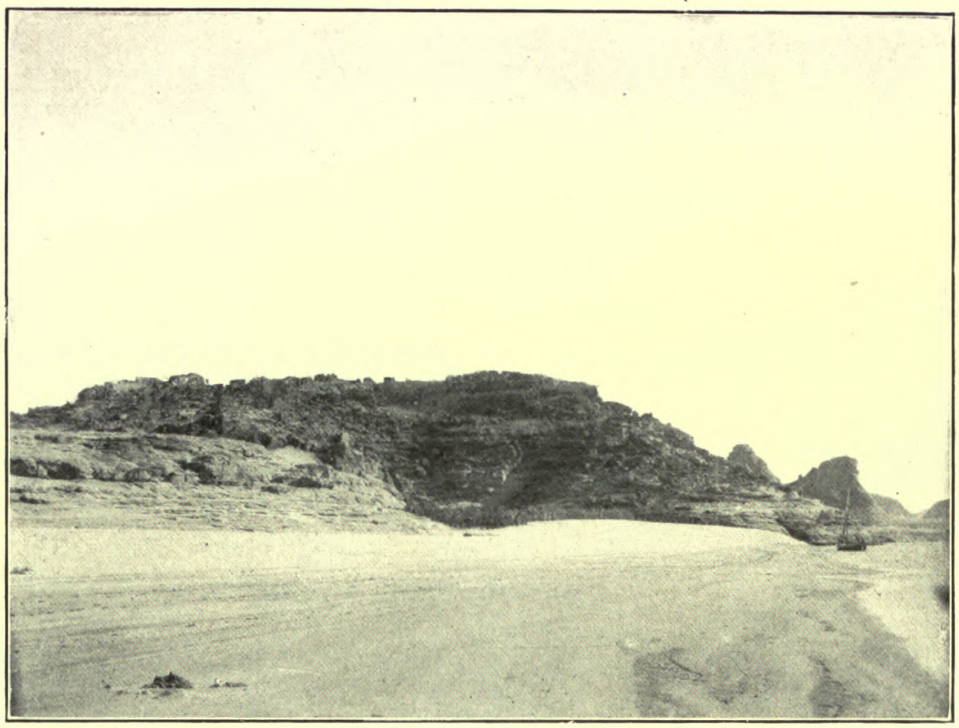
Ansicht vom Gebel Adda im Jahr 1910

Gebel Adda lag in Unternubien, am rechten, östlichen Ufer des Nil zwischen dem 1. und 2. Katarakt, fünf Kilometer südöstlich gegenüber von Abu Simbel. In der näheren Umgebung befanden sich mehrere kleinere Siedlungen aus christlicher Zeit, vom 20 Kilometer flussabwärts gelegenen Ort am selben Flussufer blieb die Kirche von Kaw erhalten, genau gegenüber lagen Abdallah Nirqi und Tamit. Die heutige Grenze zum Sudan verläuft 20 Kilometer südlich. Die Gräberfelder von Qustul auf halbem Weg dazwischen wurden ebenso wie alle übrigen Orte Ende der 1960er bis Anfang der 1970er Jahre überschwemmt.
Aus der flachen Umgebung erhob sich direkt am Nilufer der Gebel Adda als ein Tafelberg mit steilen Hängen an allen Seiten. Der ägyptische Tempel wird häufig nach dem neuzeitlichen Dorf Abahuda (Abu Hoda) benannt, das sich am Fuß des Berges befand. In arabischen Quellen taucht die Bergfestung unter dem Namen Daw auf. Der Ort war vermutlich die Hauptstadt des spätchristlichen nubischen Königreiches Dotawo.

## Geschichte
Zu Beginn des Neuen Reiches im 16. Jahrhundert v. Chr. eroberten ägyptische Pharaonen in mehreren Feldzügen gegen das Königreich von Kerma den nubischen Teil des Nil und ließen bis zum 12. Jahrhundert an mehreren Orten Tempel errichten und sich in Inschriften verewigen. Von Haremhab (reg. um 1319–1292) stammt ein Felstempel am Gebel Adda.

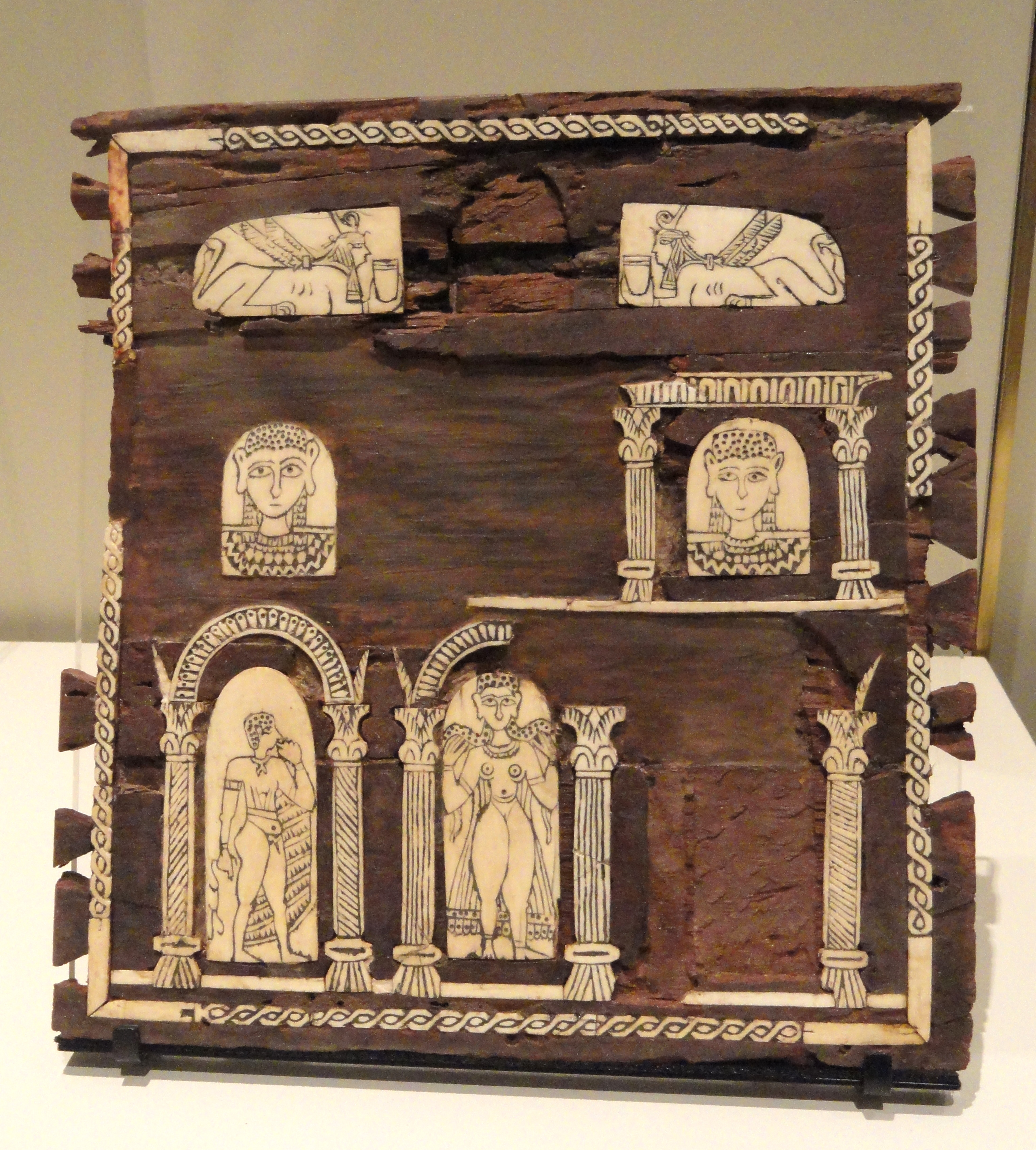
Eine Box aus Gebel Adda mit dekorierten Elfenbeineinlagen, 4. Jahrhundert n. Chr.

Während des späteren kuschitischen Reiches (ab dem 3. Jahrhundert v. Chr.) wurde die bestehende Siedlung mit einer Verteidigungsmauer umgeben, deren einfache Konstruktion bis in die christliche Zeit mehrfach verändert und ausgebaut wurde. Nachdem Ägypten eine römische Provinz geworden war, lag Gebel Adda innerhalb einer Triakontaschoinos genannten Schutzzone, die von einem ägyptischen Gouverneur verwaltet wurde. Ab der Mitte des 3. Jahrhunderts n. Chr. war das Gebiet Angriffen der Blemmyer aus dem Süden ausgesetzt, die im folgenden Jahrhundert Unternubien kontrollierten. Zwischen dem 2. und 4. Jahrhundert war Gebel Adda zusammen mit Faras ein bedeutendes Provinzzentrum. Aus der X-Gruppen-Zeit (etwa 350 bis 550) blieben in der Ebene Gräber eines großen Friedhofs erhalten.
Die Ausbreitung des Christentums in der byzantinischen Zeit und der Bau der ersten Kirchen in der Region begann in der Mitte des 6. Jahrhunderts. Zu dieser Zeit ist auch in Gebel Adda ein christlicher Einfluss nachweisbar: In einem Grab der X-Gruppe kamen Amphoren zum Vorschein, die mit christlicher Graffiti in Form von griechischen Kreuzen dekoriert waren. Es handelte sich nicht um eine christliche Grabstätte, der Fund liefert aber einen Hinweis auf die Verbreitung des christlichen Zeichens. In der späten christlichen Zeit bis ins 16. Jahrhundert waren Faras, Qasr Ibrim und Gebel Adda die größten befestigten Städten in Unternubien. Ein Gebäudekomplex könnte in dieser Zeit möglicherweise der Palast der Könige von Dotawo gewesen sein. Große Teile des Ortes wurden im 13. Jahrhundert umgebaut, neben dem Palastareal entstanden weitere größere Gebäude und eine Kirche. Im 14. Jahrhundert wurden der Palast und nochmals die Verteidigungsanlagen erweitert. Das Königreich Dotawo ist vor allem durch Inschriften aus Gebel Adda und Qasr Ibrim bekannt. 1155 werden ein Bischof von Selim und ein König von Dotawo in einem Text von Qasr Ibrim erwähnt. Ein 1484 datierter Brief von Gebel Adda erwähnt König Joel sowie Adlige und Kirchenobere.
Ab dem 13. Jahrhundert kam es zu Überfällen der Mamluken auf die nubischen christlichen Reiche. Sultan Baibars I. entsandte 1276 als Reaktion auf vorangegangene nubische Überfälle eine Streitmacht, um den makurischen König David in Dongola zu entmachten. Auf dem Weg kam es zu Gefechten bei Gebel Adda und Meinarti, bis zu der für die Ägypter siegreichen Entscheidungsschlacht in Dongola. Die ägyptischen Muslime beherrschten ab dieser Zeit immer stärker die Politik der nubischen Reiche. Die makurischen Herrscher in Unternubien litten überdies unter Überfällen von nomadischen Stämmen. Mit ägyptischer Unterstützung gelang ihnen 1364 bei Gebel Adda ein Sieg gegen die Aufständischen. Vermutlich wurde die Bergfestung ihr Rückzugsort, von dem sie das Reich von Dotawo regierten. In den 1560er Jahren richteten die Osmanen in der Festungsstadt Qasr Ibrim und auf der Sai-Insel eine Garnison ein. Dotawo war bereits vorher verschwunden.

## Forschungsgeschichte
Europäische Reisende des 19. Jahrhunderts beschrieben den von weitem sichtbaren markanten Felshügel und die Ruinen der ehemaligen Stadt neben dem Dorf Abahuda. Graf Anton von Prokesch-Osten zählte in den Sandmulden am Fuß des Berges 70 kleine Grabhügel (Tumuli) aus Steinen und Lehmziegeln, die von den Einheimischen für die Gräber islamischer Märtyrer (Heiliger) gehalten wurden, die bei der Eroberung der christlichen Siedlung umgekommen seien. Prokesch-Osten hielt den Ort für eine römische Gründung. Am Felshang entdeckte er das „Felsengrab von Abahuda“, den später in eine Kirche umgewandelten pharaonischen Tempel, dem er in seiner Reisebeschreibung einen Absatz widmet. Auch Arthur Weigall datierte bei seinem Aufenthalt 1906 die Gräber mit unterirdischen Gewölbekammern in die islamische Zeit (fatimidisch, 10.–12. Jahrhundert).
Ugo Monneret de Villard führte 1932/33 im Auftrag der ägyptischen Altertumsbehörde und mit Unterstützung des italienischen Außenministeriums in Unternubien Grabungen durch. Von ihm stammt der erste ausführliche Bericht über die Festung und die Gräber. Monneret, der hauptsächlich an den Resten des christlichen Mittelalters interessiert war, legte im Süden des Festungshügels drei Kirchengebäude frei.
1959 begann Mustafa el-Amir als Leiter einer Expedition der Universität Alexandria mit den ersten systematischen Ausgrabungen. In einer dreimonatigen Kampagne legten sie einen großen Teil des christlichen Friedhofs frei (Friedhof 2), sowie sechs große Hügelgräber aus der X-Gruppen-Zeit (Friedhof 1), einige Wohnhäuser der späten christlichen Zeit auf dem Hügel und die von Monneret bereits untersuchte Kirche 1. Darauf bauten die von Nicholas B. Millet im Auftrag des American Research Center geleiteten Ausgrabungen auf. Diese umfangreichsten Arbeiten wurden in vier Kampagnen von 1962 bis 1965 jeweils zwischen Dezember und April durchgeführt.

## Ortsbild
Die antike und mittelalterliche Stadt lag auf der Gipfelebene des steilen Hügels, von dem sich ein etwas flacherer Ausläufer nach Norden bis zum Nilufer vorschob. Entlang dieses Grats führte ein schmaler Weg zunächst in der nördlichen Vorstadt durch ein massives Tor, das im 14. Jahrhundert verstärkt worden war, nach oben bis zur Wohnsiedlung. Der Zugang war durch einen Lehmziegelturm gesichert, nördlich von diesem verlor sich die Stadtmauer aus meroitischer Zeit bei der Freilegung unter späteren christlichen und muslimischen Ruinen. Der einzige Zugang war steil und verlief teilweise über Treppen. An der Nordostseite befand sich eine aus Werkstein gemauerte rechteckige Plattform, die wohl den Sockel (Stylobat) eines Tempels bildete. Von hier verlief die Umfassungsmauer über die Nordostspitze des Hügels und in einiger Entfernung zur Siedlung an dessen Ostseite entlang. Zumindest an einigen Stellen war die Lehmziegelmauer an der Außenseite durch eine zusätzliche Bruchsteinmauer verstärkt.
Die Wohngebäude waren ähnlich dicht aneinandergebaut wie in Qasr Ibrim oder Ikhmindi und nur über enge, gewundene Gassen zu erreichen. Die Wände bestanden überwiegend, die als nubische Gewölbe konstruierten Dächer gänzlich aus Lehmziegeln.
Eine der etwa sieben Kirchen des Gebiets war zwischen den dicht gedrängt stehenden Wohnhausruinen erhalten. Sie befand sich bei Erreichen der Höhe an der linken Seite vom Aufgang. Seine höchste Erhebung erreichte der Hügel im Südwesten, wo um 1900 verstreut liegende Fragmente von Granitsäulen die Stelle einer größeren Kirche anzeigten. In den Trümmern fanden sich Bruchstücke von Kapitellen aus rötlichem Sandstein, eines war mit großen glatten Blättern verziert. Eine der gefundenen Konsolen endet seitlich in Voluten. Direkt über dem meroitischen nördlichen Wehrturm stand eine weitere Kirche, die im Mittelalter zusammen mit der nördlichen Außenmauer des Turms einstürzte.

## Tempel des Haremhab

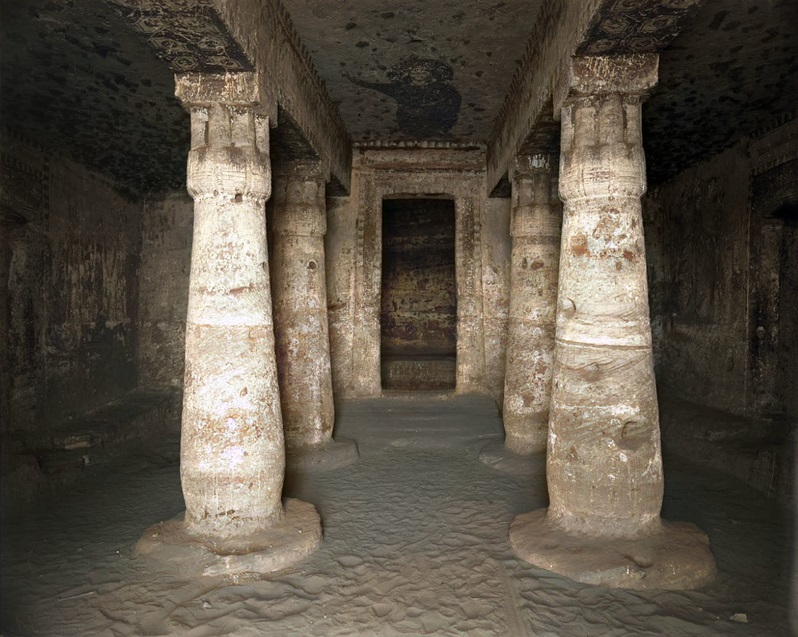
Der Tempel im Jahr 1906

Der kleine Felsentempel (Speos) lag unmittelbar über der Wasseroberfläche (beim damaligen Normalwasserstand des Nil von 120 Meter Meereshöhe). Das Eingangstor des in den Sandstein gehauenen Tempels war über 13 Stufen erreichbar. Ein kleiner Durchgang öffnete sich in den zentralen, von vier Säulen gegliederten Mittelsaal (Vorraum) mit einer rückwändigen Cella und zwei seitlich abgehenden Nebenräumen. Er war den Göttern Amun-Re und Thot von Hermopolis gewidmet, es finden sich auch Darstellungen der Göttin Anuket und des falkenköpfigen Horus. Es sind alle vier nubischen Formen des Horus dargestellt, die als Herren der Landesteile bezeichnet werden. Reliefs zeigen Haremhab, wie er dem obersten Gott von Aniba, Buhen, Quban (ägyptisch Baki, gegenüber von ad-Dakka) und Abu Simbel (ägyptisch Meha) opferte.
Die frühen Christen wandelten den Tempel in eine Kirche um, überzogen die Wände mit einer Putzschicht, unter der die Reliefs der ägyptischen Götter verschwanden, und bemalten sie mit Fresken. Prokesch-Osten beschreibt von ägyptischen Hieroglyphen und Bildern reich bedeckte Wände neben christlichen Motiven wie den Heiligen Georg mit einem roten Pferd über dem Taufbecken. Der Verbleib des Tempels nach der Bauzeit des Assuan-Staudamms ist unklar.